# Aramejci u Izraelu
Aramejci u Izraelu su aramejska nacionalna manjina u Izraelu. Od 2014. izraelska Uprava prijelaza granice, pučanstva i imigracije (PIBA) priznala je pravo izraelskih kršćana, koji su ranije vođeni kao Arapi, da se izjasne kao Aramejci.

## Povijest
Aramejskim jezikom, jednim od semitskih jezika, govorio je niz etničkih skupina širom Levanta, uključujući židove i rane kršćane. Dio svitaka s Mrtvog mora, biblijska Danielova knjiga i većina babilonskog i jeruzalemskog talmuda napisani su na različitim dijalektima aramejskog.
Brojni učenjaci smatraju da je Isus govorio aramejski, a jezik se i danas rabi u liturgijama i molitvama nekoliko orijentalnih kršćanskih zajednica, posebno na Bliskom Istoku.

## Priznanje aramejske narodnosti
U rujnu 2014., ministar unutarnjih poslova Gideon Saar naložio je PIBA-i da prizna Aramejce kao narodnost različitu od izraelskih Arapa. Pod nalogom MUP-a, krišćani rođeni u kršćanskim obiteljima ili klanovima koji govore aramejski jezik u mogućnosti su izjasniti se Aramejcima. Smatra se da u tu kategoriju spada oko 200 kršćanskih obitelji. Prva osoba koja je dobila narodnosni status Aramejca u Izraelu bio je dvogodišnji Jaakov Halul iz Giša 20. listopada 2014. Prethodno su izraelske vlasti sve manjine tretirali kao pripadnike arapskog korpusa.